# جامعة إمبري ريدل للطيران
جامعة إمبري ريدل للطيران (اختصارًا ERAU) هي جامعة خاصة تركز على برامج الطيران والفضاء. تأسست في لونكين فيلد في سينسيناتي، أوهايو في عام 1926، وتقع فروعها الرئيسية في دايتونا بيتش، فلوريدا، وبريسكوت، أريزونا، وهي أكبر نظام جامعي معتمد متخصص في الطيران والفضاء. لديها العديد من البرامج عبر الإنترنت والبرامج الأكاديمية المقدمة في المواقع البعيدة.
بدأت كمدرسة إقليمية للطيارين وميكانيكي الطائرات، وتوسع وتطور علوم الطيران وبرامج الفضاء ذات الصلة لاحقًا، يلتحق بالجامعة ما يقرب من 31000 من طلاب المرحلة الجامعية والدراسات العليا.